# Grupo Folclórico Parafusos

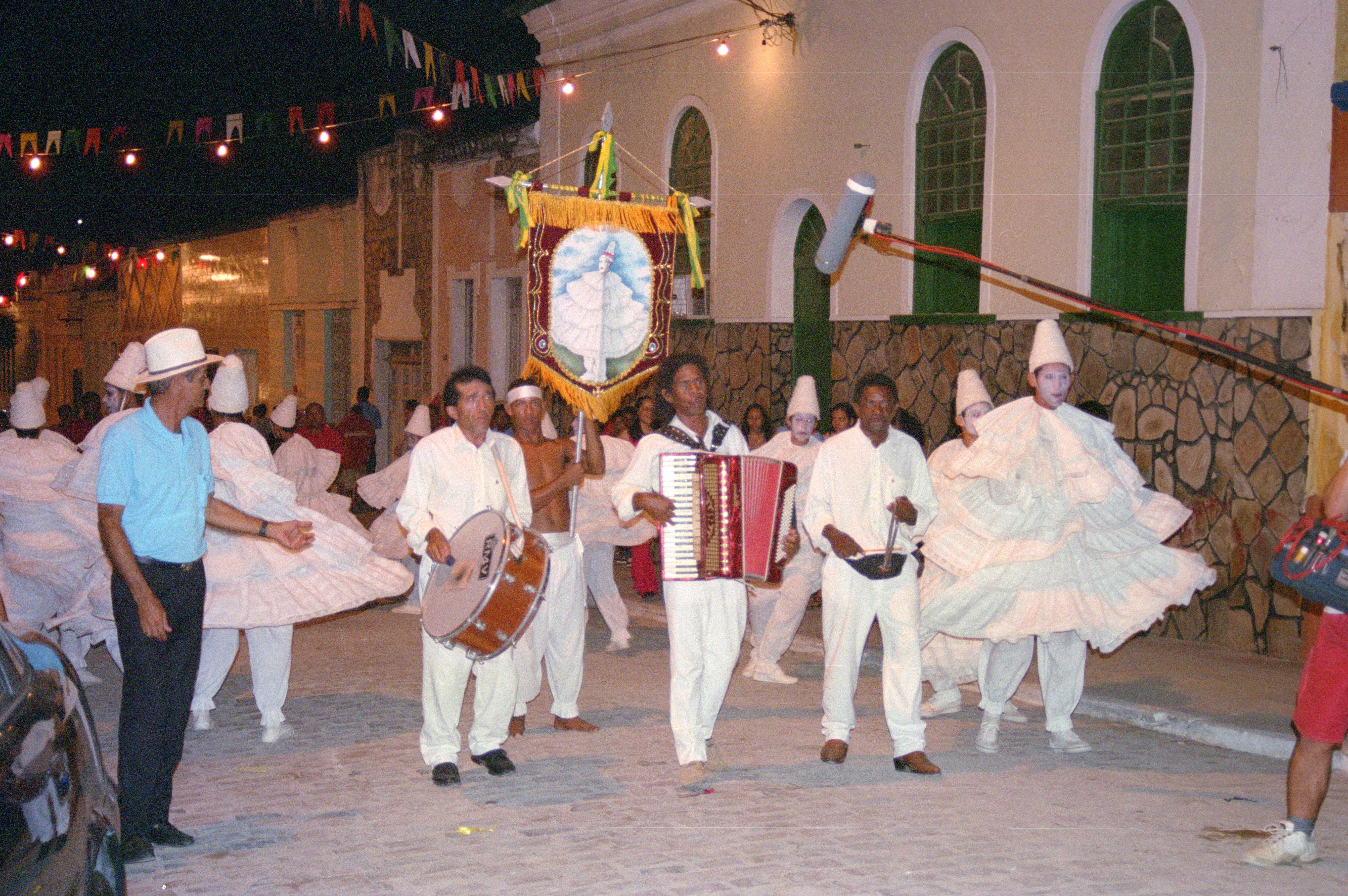
Grupo Folclórico Parafusos no Encontro Cultural de Laranjeiras em 2004

O Grupo Folclórico Parafusos é um grupo cultural e folclórico de Lagarto, Sergipe, sendo considerado o único do tipo no Brasil. Sua representação cênica faz alusão à fuga de escravizados das senzalas, sendo o "parafuso"  conhecido como a dança da fuga, dança essa que teria sido criada pelos escravizados para comemorar a abolição.

## História
O grupo remonta ao período colonial, quando escravizados sonhavam com a liberdade nos quilombos, para escapar do sofrimento. Sua fundação foi em 7 de setembro de 1897, pelo Padre José Saraiva Salomão.